# Annaba (provins)
Annaba (arabiska: ولاية عنابة) är en provins (wilaya) i nordöstra Algeriet. Provinsen har 640 050 invånare (2008). Annaba är huvudort.

## Administrativ indelning
Provinsen är indelad i sex distrikt (daïras) och 12 kommuner (baladiyahs).